# Egerton 2-papyrusen

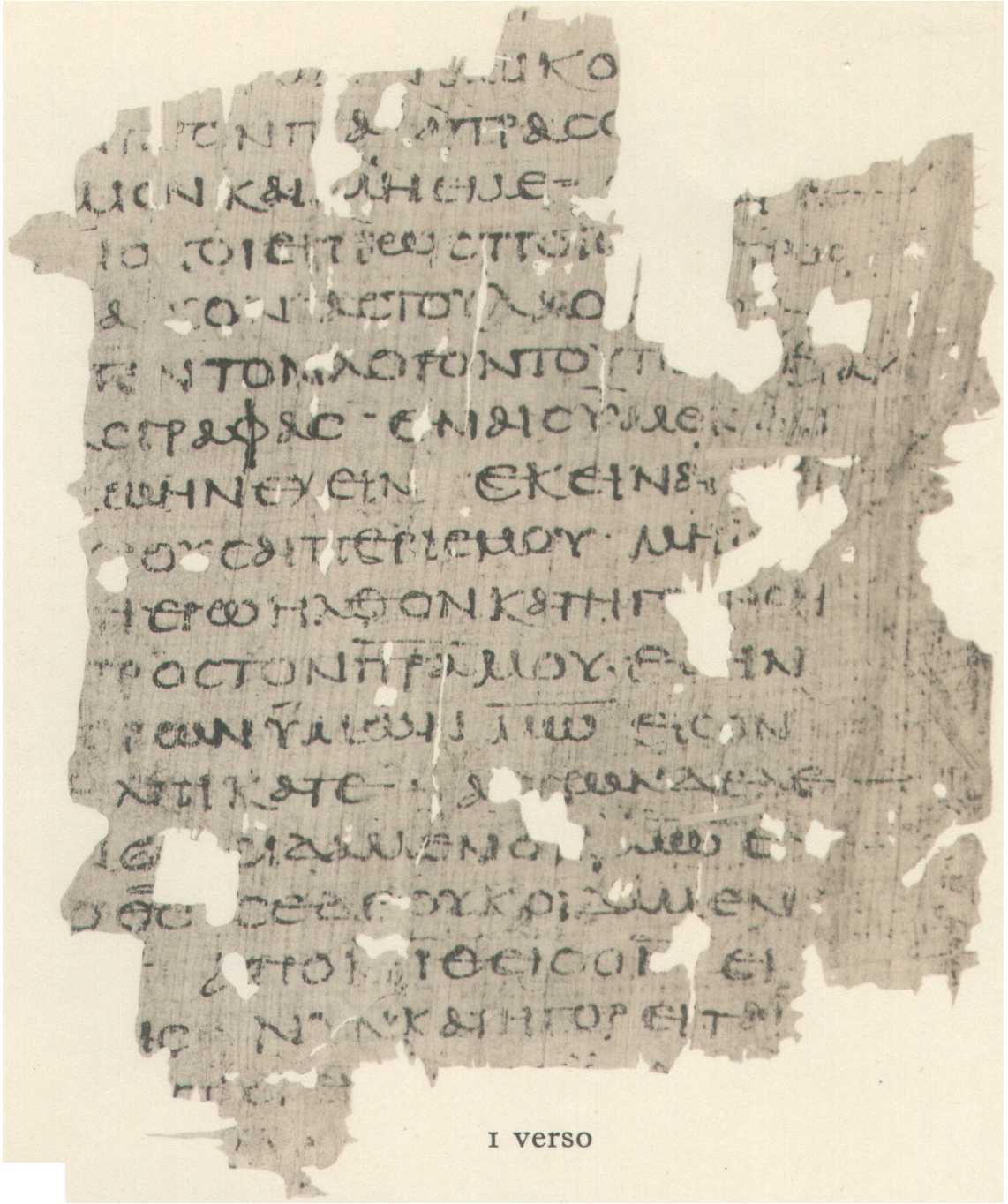
Egerton 2-papyrusen, verso

Egerton 2-papyrusen (även Egertonevangeliet) är en samling av papyrusfragment ur en kodex med texter från ett  evangelium som fram till fragmentens upptäckt varit helt okänt. Fragmenten innehåller lämningar av en av de äldsta bevarade texterna av ett evangelium från tiden för urkristendomen. Handskriften dateras till cirka år 200 e.Kr. och de tre bevarade fragmenten förvaras i dag på British Library i London.

## Papyrusfragmenten
Egerton 2-papyrerna utgör en starkt fragmenterad samling. Texterna är skrivna på koinégrekiska. Papyrusarken dateras genom paleografiska undersökningar till perioden cirka 100-talet till 200-talet e.Kr. Samlingen omfattar 4 fragment med sammanlagt cirka 2 000 bokstäver i 400 ord fördelade på 94 rader.
- Fragment 1, storlek 11,5 × 9,2 cm, verso rader 1-24, recto rader 25-48
- Fragment 2, storlek 11,8 × 9,7 cm, recto rader 49-66, verso rader 67-82
- Fragment 3, storlek 6,0 × 2,3 cm, verso rader 83-88, recto rader 89-94
- Fragment 4, endast brottstycken

Texterna kan delas i 5 perikoper med paralleller i andra skrifter i Nya Testamentet:
Rad 7 till 17: Texten beskriver ett samtal mellan lagmän om ett brott begånget av Jesus. Detta liknar Johannesevangeliet 5:39, 5:45 och 9:29.
Rad 25 till 34: Texten beskriver ett försök att arrestera Jesus. Detta liknar Johannesevangeliet 7:30, 7:44, 8:20, 8:59, 10:31 och 10:39 samt Lukasevangeliet 4:30.
Rad 35 till 47: Texten beskriver en helbrägdagörelse där Jesus botar en leprasjuk. Detta liknar Matteusevangeliet 8:2-4, Markusevangeliet 1:40-44 och Lukasevangeliet 5:12-14 och 17:12-19.
Rad 50 till 66: Texten beskriver falska anklagelser mot Jesus. Detta liknar Matteusevangeliet 22:15-22, Markusevangeliet 12:13-17 och Lukasevangeliet 20:20-26.
Rad 67 till 82: Texten beskriver en mirakelhandling av Jesus vid floden Jordan. Detta liknar dock inget annat av de kända evangelierna.
Rad 83 till 94: Texten beskriver troligen ytterligare falska anklagelser mot Jesus. Detta liknar dock inget annat av de kända evangelierna.

## Historia
Textfragmenten upptäcktes under okända omständigheter i Egypten och införskaffades 1934 av British Museum.
1935 publicerades den första översättningen i boken "Fragments of an Unknown Gospel and other Early Christian Papyri" av Theodore Cressy Skeat och Harold Idris Bell utgiven av Oxford University Press i London.
1987 upptäcktes att ytterligare ett fragment tillhörande samma handskrift fanns bland samlingarna vid Kölns universitet i tyska Köln. Detta femte fragment  (Papyrus Köln 255) har en storlek om 5,5 × 3,0 cm och passar ihop med Fragment 1.
Manuskriptens arkivnummer i British Library är P. Lond. Christ 1-4 och visas på "John Ritblat Gallery".